# Mesterprøve
Mesterprøve skulle aflægges for at have ret til at nedsætte sig som håndværksmester og ansætte svende. Kravene til mesterprøven blev fastsat af håndværkerlavene og forudsatte bl.a. udstået læretid og nogle år som svend inden for faget. Mesterprøven er afskaffet i Danmark, men findes stadig i f.eks. Tyskland. 
Har man bestået svendeprøve, kan man i Danmark få næringsbrev og nedsætte sig som mester uden en særlig mesterprøve. I Tyskland aflægges mesterprøven på en erhvervsskole og omfatter den nødvendige viden, som ikke hører under svendeuddannelsen, f.eks. bogholderi og jura, samt udvidet materialekendskab og arbejdspsykologi.
Ligesom man ved svendeprøven fremstiller et svendestykke, skulle man ved mesterprøve udfærdige et mesterstykke; men efter prøvens afskaffelse bruges det ord kun i overført betydning til at betegne noget, der er virkelig godt udført. I lavstiden kunne de, der allerede var mester, gennem lavet bremse for tilgangen af nye mestre, hvis der var brødnid. 